# مطار شينغتاي داليان
مطار شينغتاي داليان (بالإنجليزية: Xingtai Dalian Airport)‏ و(بالصينية: 邢台褡裢机场) (إياتا: XNT، إيكاو: ZBXT) مطار عسكري/عام يقع بمدينة شينغتاي في خبي في الصين. يبلغ طول المدرج 2600 م .

## وصلات خارجية
- http://www.flightstats.com/go/Airport/airportDetails.do?airportCode=XNT